# STEREO

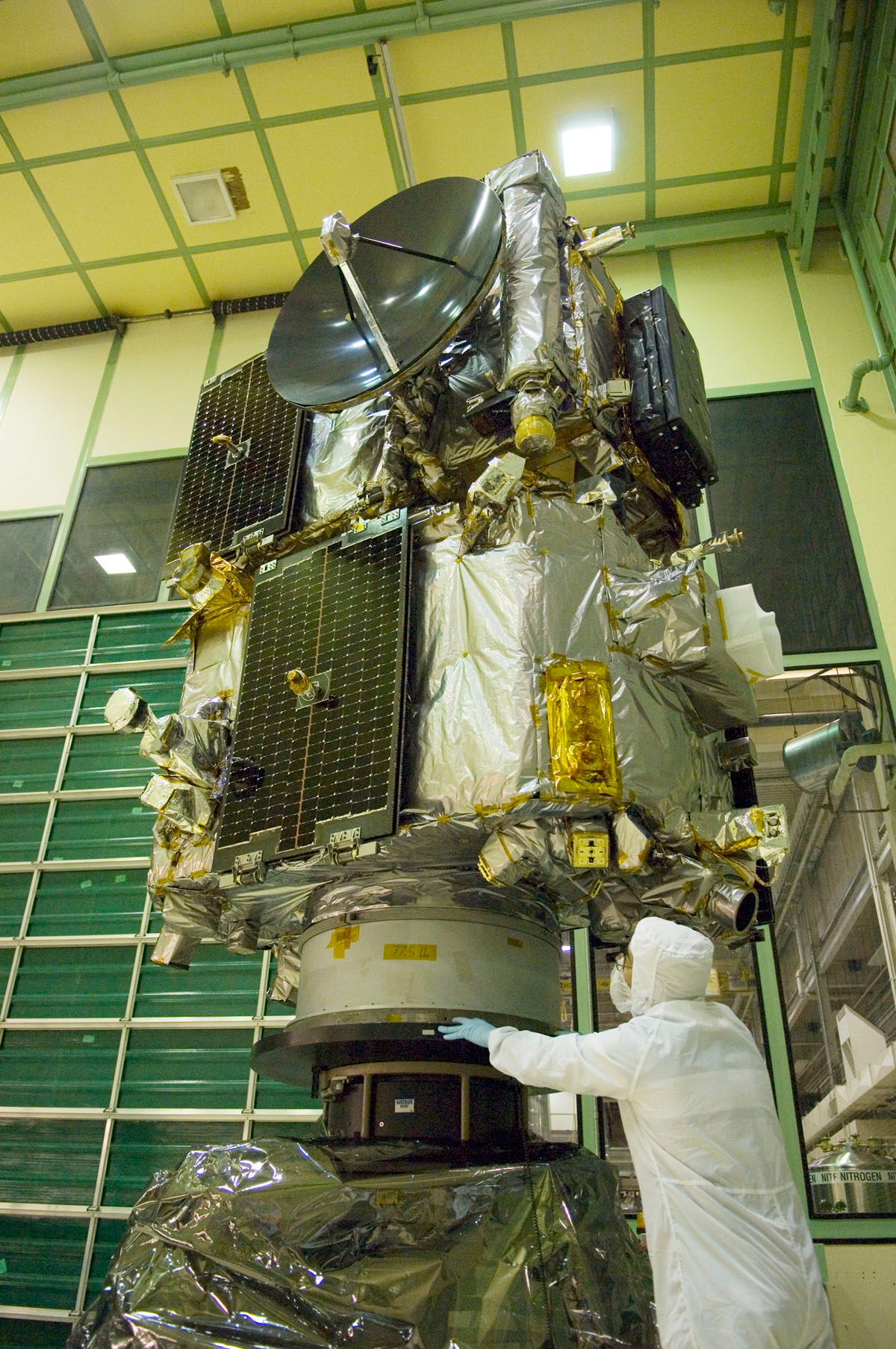

STEREO (англ. Solar TErrestrial RElations Observatory) — миссия НАСА по изучению солнечной активности: два одинаковых космических аппарата, запущенных 26 октября 2006 года на гелиоцентрические орбиты, близкие к орбите Земли — один из них постепенно отстает от Земли (Behind), а другой, наоборот, обгоняет её (Ahead). Это дает возможность одновременно наблюдать Солнце из двух разных точек, то есть использовать стереоскопический эффект, позволяющий получать трёхмерные изображения структур и явлений на Солнце.
Одной из целей проекта является изучение корональных выбросов массы, и стереоскопический эффект позволяет определить положение источника выброса на Солнце и траекторию его движения, которые невозможно определить по одиночному наблюдению с помощью коронографа у Земли, как, например, в проекте SOHO. Такие наблюдения, помимо того, что дают новые данные при изучении солнечной активности, способны существенно повысить точность прогнозов эффектов космической погоды и, в частности, геомагнитной активности.
STEREO — самый масштабный космический проект, в создании которого принимали участие немецкие и американские радиолюбители.

## Ход миссии
Спутники запущены 26 октября 2006 года на РН Delta II с мыса Канаверал.
В 2014 году потерян «отстающий» спутник (STEREO-B). В 2015 «убегающий» спутник несколько месяцев был недоступен, поскольку проходил за Солнцем. В 2016 году была кратковременно налажена связь с «отстающим» спутником (обнаружен отказ системы ориентации), но восстановить его работоспособность не удалось и связь была вновь потеряна. 17 октября 2018 года было решено прекратить попытки восстановления связи со STEREO-B. Аппарат STEREO-A продолжает работу.

## Результаты
С июня по октябрь 2007 года датчики обоих аппаратов STEREO обнаружили энергетически нейтральные атомы, исходящие из области пространства, где солнечный свет уходит в межзвёздное пространство.
2 июля 2008 года было заявлено, что аппараты зафиксировали частицы, пришедшие к нашей планете от края Солнечной системы.
Всё это позволяет точнее установить границы Солнечной системы и составить её карту..
В феврале 2011 года с помощью аппаратов STEREO была впервые получена полная 360-градусная фотография поверхности Солнца.
По состоянию на 22 января 2010 года спутниками STEREO было открыто 24 кометы.
Также ими иногда наблюдаются наиболее яркие (а при удачном расположении орбиты и неяркие) кометы семейства Крейца, открываемые аппаратом SOHO.
Все снимки Солнца, сделанные обоими аппаратами, доступны на сайте миссии. Снимки выполняются каждые пять минут.

## Иллюстрации

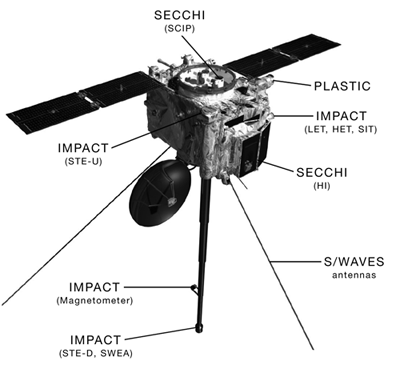
Схема аппарата
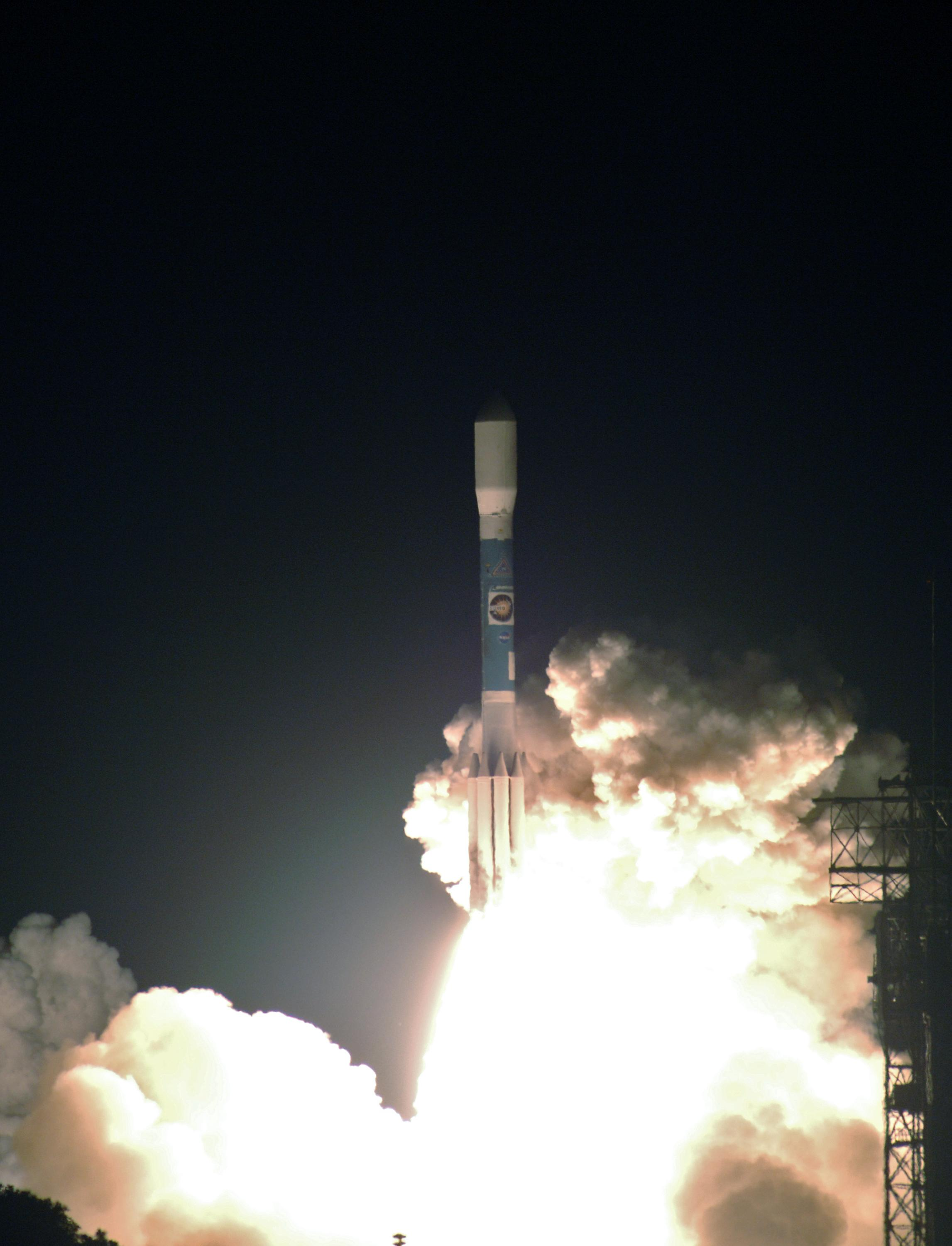
Запуск аппаратов
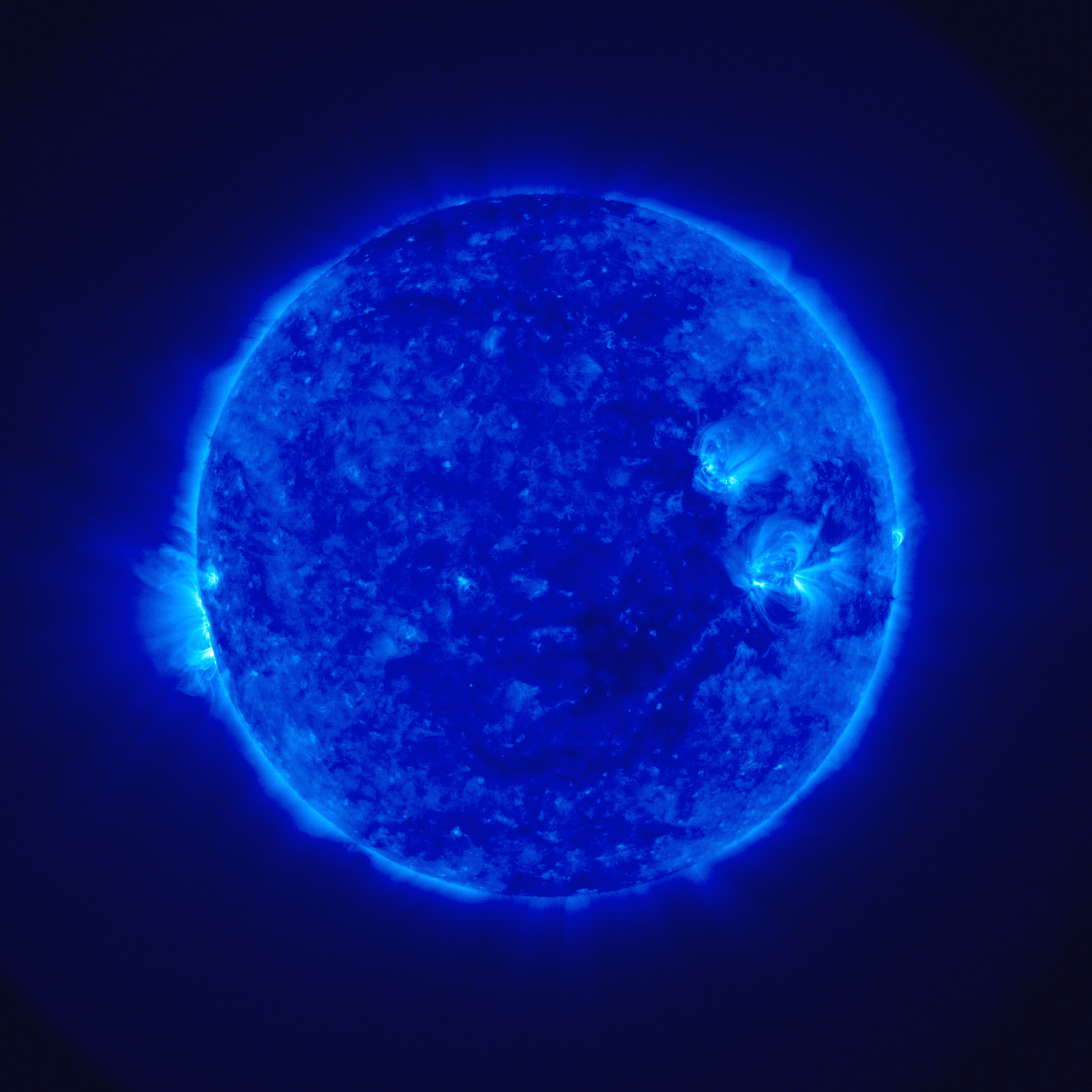
Один из первых снимков Солнца, сделанных аппаратами
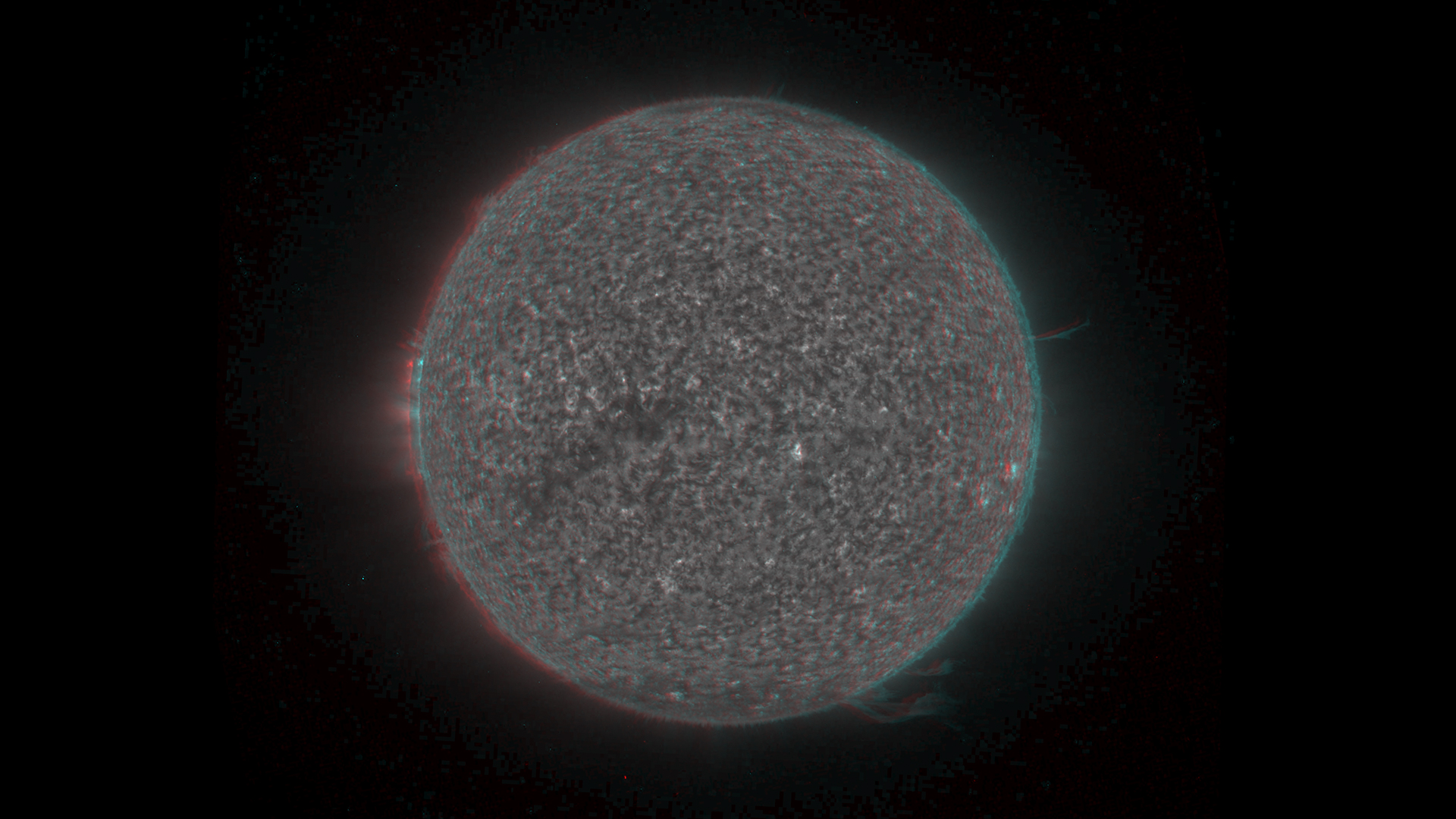
Анаглифическое стереоизображение Солнца
«Качающаяся» стереограмма Солнца